# Hans Hunziker
Hans Hunziker-Kramer (Attelwil, 2 de agosto de 1878, Basileia, 17 de dezembro de 1941) foi um médico suíço, professor universitário de higiene e medicina social, que promoveu a abstinência.

## Vida
Hunziker fez seu doutorado em 1906 na Universidade de Zurique com uma dissertação sobre tumores cerebrais intraventriculares. Naqueles anos, Hunziker estava em conta(c)to com Gustav von Bunge e Auguste Forel e se casou com a médica Brunhilde Kramer. Em 1911 foi nomeado chefe do Serviço de Saúde do cantão de Basileia-Cidade. 
Começou sua carreira profissional no instituto patológico de Zurique, mas tornou-se logo ginecologista obstétrico. Depois mudou para Basileia onde abriu um consultório médico e trabalhava como assistente de Eugen Enderlen. Sob a influência de Eugen Bleuler, começou a interessar-se pela psiquiatria. 
Durante a Primeira Guerra Mundial 1914-1918 serviu como coronel do serviço médico militar (higienista do exército).
Em 1917 tornou-se livre-docente de higiene e medicina social na Universidade de Basileia. Em 1922 foi nomeado membro honorário da Federação Dental Internacional, e mais tarde do Royal Sanitary Institute em Londres. Em 1931 tornou-se professor ordinário de higiene social na Universidade de Basileia. A partir de 1930 ele foi presidente da Sociedade Suíça de Atenção à Saúde. Durante a Segunda Guerra Mundial ele trabalhou como coronel médico, envolvido principalmente na prevenção de epidemias.
Hunziker escreveu trabalhos científicos nos domínios da promoção da saúde e da higiene social, e escreveu também artigos na área da neuropsiquiatria. Destaca-se, em suas monografias, especialmente a questão do alcoolismo.